# かわのをとや
かわの をとや（1965年8月18日 - ）は、日本の男性俳優、声優。ジェイ・クリップ所属。大分県竹田市出身。本名は河野 靖（かわの やすし）。

## 経歴
大分県立日田林工高等学校、国際観光専門学校熱海校ホテル学科卒業。
1987年、鞭馬文典とお笑いコンビ「シューティング」を結成し、ザ・テレビ演芸（テレビ朝日）にてデビュー。
ホリプロお笑い第1号タレントとしてTV・ラジオ・映画・舞台等の出演の傍ら「ホリプロお笑いライブ」の総合演出を9年間担当。バカルディ（現・さまぁ〜ず）・つぶやきシロー・フォークダンスDE成子坂・アリtoキリギリスらの単独ライブなどでアドバイザーを務めた。
かつてはホリプロ、大沢事務所、ヘリンボーンに所属していた。

## 人物
特技は千葉ロッテマリーンズ情報、野球、ゴルフ、マラソン。資格は普通自動車免許。

## 出演
太字はメインキャラクター。

### テレビアニメ
2000年
- Sci-Fi HARRY（スタンリー）
- NieA_7（漫才師）

2001年
- X -エックス-（桜塚星史郎）
- HELLSING（班長）

2002年
- OVERMANキングゲイナー（ゲイン・ビジョウ）

2003年
- キノの旅 -the Beautiful World-（行き倒れの男）

2004年
- お伽草子（星熊、青コーナー選手）
- ごくせん（柿田）
- SAMURAI 7（ボウガン男）
- サムライチャンプルー（佐々木竜二郎）
- 砂ぼうず（川口秋夫）

2005年
- 陰陽大戦記（雷火のタカマル）
- 名探偵コナン（2005年 - 2024年、石川次郎、ヴォーカル、猪瀬学）

2008年
- 薬師寺涼子の怪奇事件簿（安部真里夫）

2010年
- HEROMAN（ジェイビー）

2014年
- 蟲師 続章（父）

2021年
- 進撃の巨人（2021年 - 2022年、アルトゥル・ブラウス） - 2シリーズ
- RE-MAIN（網浜父）

### ゲーム
- Another Century's Episode 3 THE FINAL（2007年、ゲイン・ビジョウ）
- カドゥケウス ニューブラッド（2008年、ザカリア・キッドマン）
- スーパーロボット大戦Z（2008年、ゲイン・ビジョウ）
- ソウルイーター モノトーン プリンセス（2008年、アローン）
- Another Century's Episode:R（2010年、ゲイン・ビジョウ）
- 第2次スーパーロボット大戦Z 破界篇/再世篇（2011年、ゲイン・ビジョウ）

### ドラマCD
- トリニティ・ブラッド GUNMETAL HOUND（ドゥオ・イクス）
- ヘイ!ドクター（降矢吾朗）

### 吹き替え
- 素敵な人生のはじめ方（パッキー）

### ラジオ
- 吉田照美のやる気MANMAN!（文化放送） - TOYOTAハッピーナビゲート・ようかんマンが行く! 火曜レギュラー、1992年 - 2007年
- 文化放送ライオンズナイター（文化放送） - 千葉ロッテマリーンズ応援リポーター（ロッテ戦のみ。なおロッテ対ソフトバンクまたは日本ハム戦や、両球団の試合がなく、かつロッテと西武の対戦のみの〈主催球団を問わず〉開催時にライオンズナイターの本番となった場合は、RKBラジオまたはHBCラジオでも放送される。ロッテが日本シリーズに進出した場合、当該試合のNRN全国中継にも登場する）
- 千田正穂のありがとう!→高田純次 日曜テキトォールノ（文化放送） - ロッテアフタヌーンレポート
- かわのをとや スポーツの巣

### ラジオドラマ
- 押井守シアター ケルベロス鋼鉄の猟犬（カーン軍曹）

### テレビドラマ
- 松本清張特別企画・顔（1999年10月7日、TBS）
- 古畑任三郎
- 早乙女千春の添乗報告書 箱根湯けむりツアー殺人事件
- 白鳥麗子でございます!
- ママまっしぐら!
- 電車男DELUXE 最後の聖戦（2006年9月23日、CX） - ヲタク
- とと姉ちゃん（2016年4月- NHK総合）

### 映画
- はいすくーる仁義
- 一杯のかけそば（1992年）
- 愛の新世界（1994年）
- 大安に仏滅!?（1998年）

### テレビ番組
- オールナイトフジ
- ザ・テレビ演芸
- シャキーン!（スーパージュモクの声 他）
- 新春!爆笑ヒットパレード
- やる気マンマン日曜日

### 特撮
- 仮面ライダーエグゼイド（2017年、カイデンバグスターの声）

### テレビ番組ナレーション
- 愛に恋
- 金沢 「石川の壺」
- 芸能界豪傑列伝
- ごちそんぐ DJ
- 親愛なる海へ
- ホースキングダム
- ワースポ×MLB 日本プロ野球パート

### CM
- 花王 サクセス頭皮ケアシリーズ
- CASIO OSEANUS
- コカ・コーラ NOREASON COCA COLA
- JMS 連続10秒ドラマ愛の停止線シリーズ
- JAL 先得光の道偏
- 進研ゼミ 中学準備講座
- TBC ローラ内閣発足偏
- docomo d払い
- 日高屋
- ワンダ ゴールドブラック金の無糖高級豆偏

### 舞台
- イエスタディ（出演）
- 鰯雲（鼻ギター脚本・演出・出演）
- 男根〜OTOKONE〜
- 俺ならどうする!?
- 神様のチョップ
- クイズ 10億の食卓
- 携帯万能カプセル（脚本・演出・出演）
- 正しいロックバンドの作り方 夏（出演）
- 忠臣ぐらっちぇ（脚本・演出）
- 日本一の男前
- 文化放送開局 50周年アナウンサー芝居
- ペーパカンパニーゴーストカンパニー
- 見よう見まねのウルトラC

### その他コンテンツ
- フォークダンスDE成子坂ライブ「自縛1 - 5」（出演・演出）

### シリーズ一覧
1. ↑  『The Final Season Part 1』（2021年）、『The Final Season Part 2』（2022年）